# Dolmen von Rødtangen

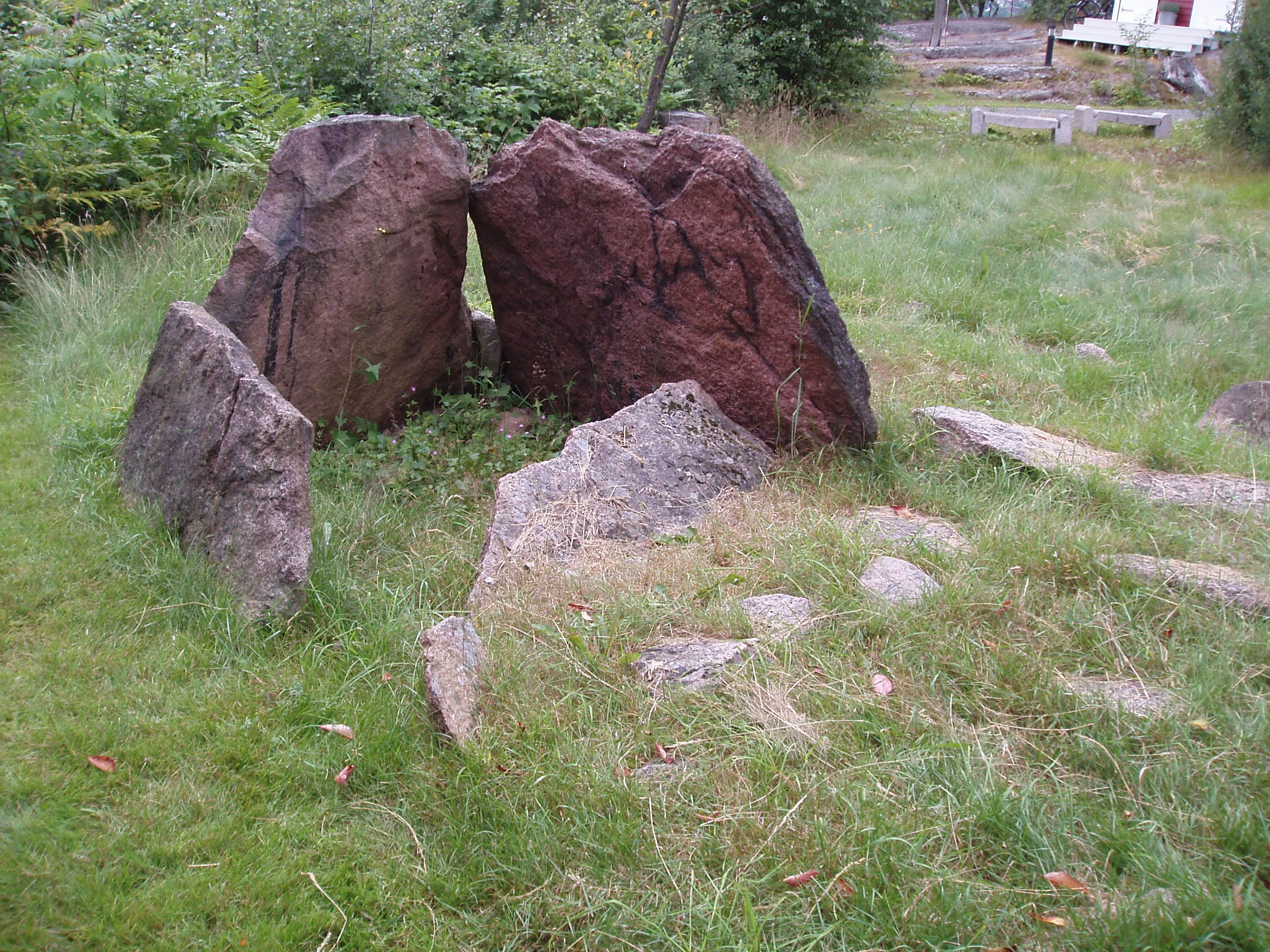
Dolmen von Rødtangen

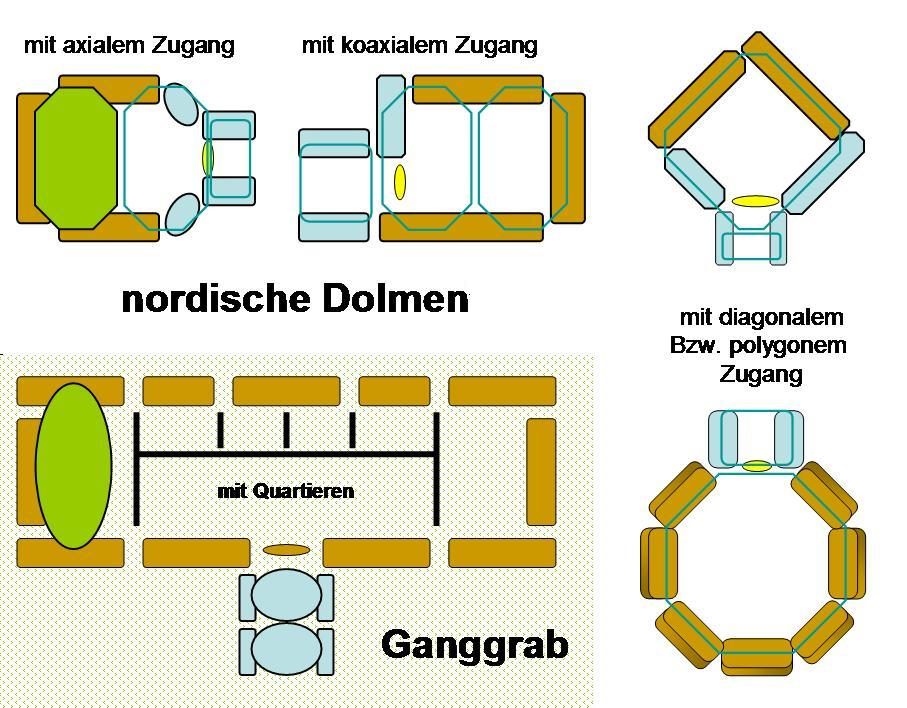
Der Dolmen mit diagonalem Zugang (oben rechts) entspricht den Dolmen von Haga und Rødtangen

Der Dolmen von Rødtangen (auch Bråtan genannt) liegt meernah in der Kommune Asker der Provinz Akershus in Norwegen. Funde, darunter Scherben bekannter Keramiktypen, datieren die Anlage in die mittlere Phase der Trichterbecherkultur (TBK). Aber auch Abschläge von Feuerstein sowie Schieferobjekte, die lokale Einflüsse spiegeln, wurden gefunden.
Der Dolmen hat große Ähnlichkeit mit dem schwedischen Dolmen von Haga. Er besteht heute aus zwei höheren und zwei abgeschlagenen Steinplatten, die ein unregelmäßiges Quadrat bilden. Der Deckstein ist ausgegangen. Ein Ring aus kleineren Steinen kennzeichnet die äußeren Grenzen des Hügels, der ursprünglich den Dolmen bedeckte. Zwei lange Steine markieren den Zugang. Der Dolmen wurde ausgegraben, aber es wurden nur einige Feuersteinstücke gefunden. In einem anderen, ausgegangenen Dolmen, der in der Nähe lag, wurden Bernsteinperlen, einige Pfeilspitzen und Keramik gefunden. Überreste von Keramik sind auch im Dolmen von Skjeltorp in Østfold gefunden worden.
Rødtangen ist einer von nur fünf Dolmen in Norwegen, die alle nahe der Grenze zu Schweden liegen. Vier von ihnen lagen in der ehemaligen Provinz Buskerud, aber nur zwei sind erhalten. Rødtangen ist der einzige Dolmen, der noch an seinem ursprünglichen Platz steht.
Die nahegelegene Gravrøys von Rødtangen hat einen Durchmesser von 15 bis 20 m und eine Höhe zwischen 2 und 3 m. In der Mitte kann man die freigelegte und geöffnete Steinkiste sehen. Das Grab ist nicht datiert, aber auf der Grundlage anderer Hügelgräber in der Umgebung vermutet man eine Entstehung in der Bronze- oder älteren Eisenzeit.
In der Nähe liegen die Rösen von Røysene.